# Imagion
Die Imagion AG ist ein Unternehmen im Bereich der Medienproduktion und eines der größten Authoring-Studios in Europa. Mit Elephants Dream brachte die Produktionsfirma 2006 die erste HD DVD auf den deutschen Markt.

## Geschichte
Die Imagion AG entstand im Jahr 2000 als strategische Allianz verschiedener Firmen aus Trier und Trierweiler-Udelfangen, wo sich bis heute der Hauptsitz des Unternehmens befindet. 2005 beschäftigte das Start-up bereits 45 fest angestellte Mitarbeiter, die gemeinsam einen Jahresumsatz von etwa vier Millionen Euro erwirtschafteten.
Am 14. August 2006 produzierte das Unternehmen mit Elephants Dream die erste HD DVD in Deutschland und Europa. Kurze Zeit später folgte mit dem Titel Stage Fright der britischen Kultband Motörhead zusätzlich eine Musik-DVD in HD. Diese erlaubte es den europäischen Nutzern erstmals, auf bestimmte Onlinefunktionen zuzugreifen. So war es beispielsweise möglich, über ein entsprechendes Update aktuelle Tourdaten der Musiker im Menü zu ergänzen. Daneben wurde Imagion im Bereich der Blu-ray-Produktion „durch seine innovative Gestaltung des Disc-Menüs und des Bonusmaterials“ bekannt. Heute zum absoluten Standard gehörende Feature wie Bonus View (Profil 1.1) oder BD-Live (Profil 2.0) wurden in Deutschland erstmals durch das Unternehmen aus Trierweiler realisiert. Als Imagion im Dezember 2007 mit der deutschen Filmkomödie Neues vom Wixxer die weltweit erste Blu-ray Disc mit Bonus View veröffentlichte, wurden deren Zusatzfunktionen von den in Deutschland erhältlichen Playern allerdings noch nicht unterstützt, da die entsprechenden Spezifikationen höhere Anforderungen an den lokalen Speicher sowie sekundäre Audio- und Videodecoder voraussetzten. Im Jahr 2010 produzierte das Unternehmen zudem die erste 3D-Blu-ray in Europa.

## Heute
Laut eigenen Angaben hat die Imagion AG bis heute über 10.000 DVD-, Blu-ray- und Digital-Projekte veröffentlicht. Im Bereich des Video-on-Demand arbeitet das Unternehmen u. a. mit dem Streamingdienstanbieter Netflix zusammen.

## Auszeichnungen

### Video Champion
- 2001 (Special Award)
- 2003 (Studio Award)
- 2007 (Studio Award)
- 2010 (Business Award)[17][18][19][20]

### DVDA Excellence Awards
- 2007
- 2008 (Excellence in Authoring Design and Implementation, Excellence in Technical Achievement)[21]